# Forn del Prat Romagós
El Forn del Prat Romagós és una obra del Port de la Selva (Alt Empordà) inclosa a l'Inventari del Patrimoni Arquitectònic de Catalunya. Situat al sud-oest del nucli urbà de la població del Port de la Selva, prop de la cala Taballera i la masia de la Birba, a ponent del prat Romagós.

## Descripció
Forn de planta circular d'uns dos metres de diàmetre interior que ha perdut l'estructura de la coberta, tot i que es manté en una alçada considerable. El mur presenta un metre i mig de gruix aproximat. L'accés a l'interior està ubicat a migdia i presenta un arc de perfil apuntat bastit amb lloses de pissarra de mida més gran que la resta del parament, disposades en horitzontal. Una d'aquestes peces fa de llinda. L'obertura està atrompetada vers l'exterior, amb una amplada inferior a la banda de dins respecte l'exterior.
L'aparell és de grans rebles de pissarra i, alguns, de marbre de la contrada. A la part posterior del forn hi havia una esplanada amb una rampa d'accés, sostinguda amb una paret seca.

## Història
Segons els arxius del COAC, el forn és datat entre els segles XVI-XVIII.